# Schwallungen
Schwallungen ist eine Gemeinde im Landkreis Schmalkalden-Meiningen in Thüringen. Sie gehört der Verwaltungsgemeinschaft Wasungen-Amt Sand an, die ihren Verwaltungssitz in der Stadt Wasungen hat.

## Geographie

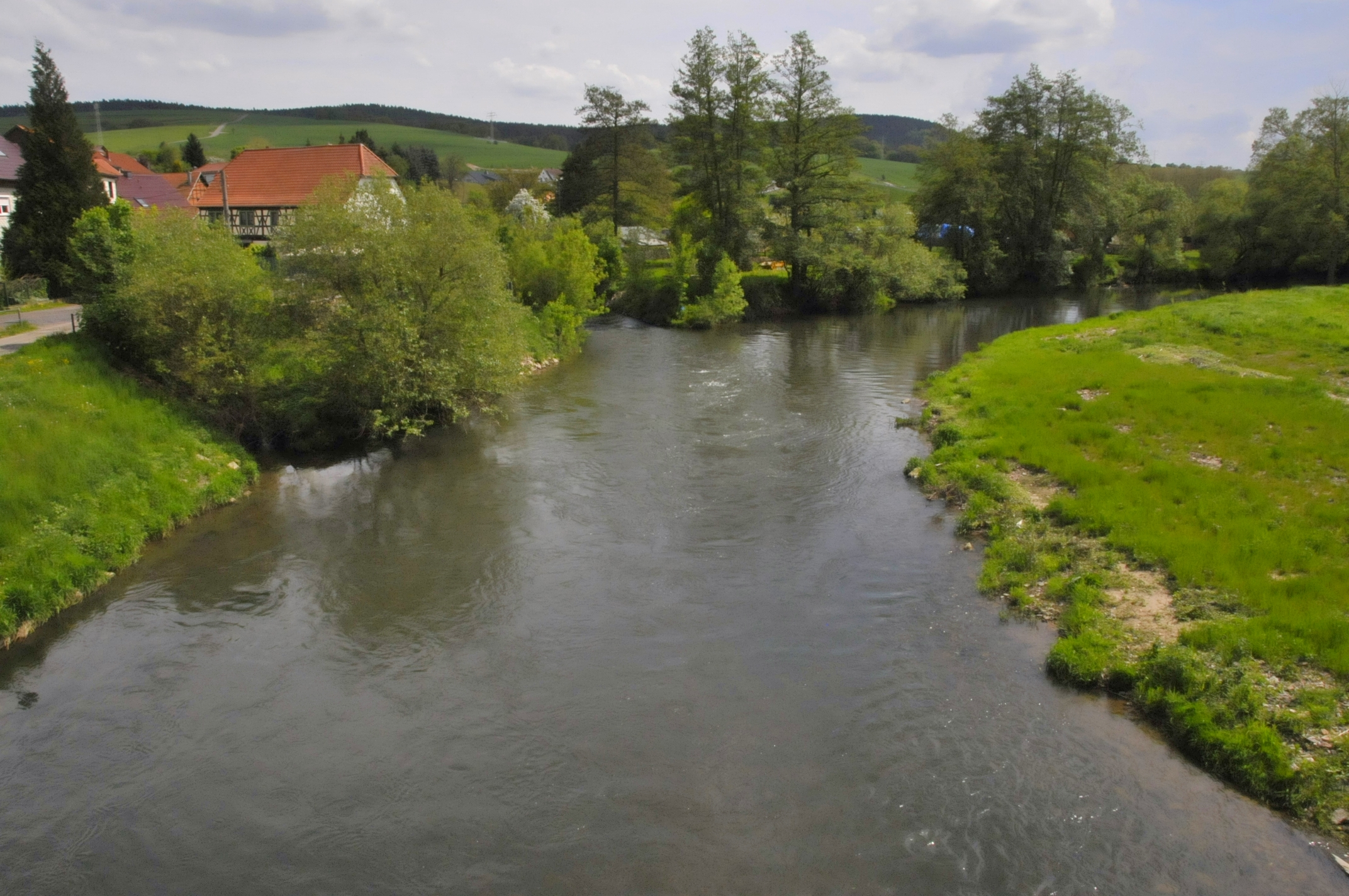
Werra in Schwallungen mit Mühlbach-Einmündung

Schwallungen liegt im mittleren Werratal zwischen Thüringer Wald und Rhön. Zur Kreisstadt Meiningen beträgt die Entfernung etwa 15 Kilometer (Luftlinie) und in die Kernstadt von Schmalkalden etwa 8 Kilometer (Luftlinie). Die Geologie der Umgebung wird vom Unteren Buntsandstein mit seiner wasserführenden Lettenschicht (Tonschiefer) geprägt. In der Umgebung des Ortes können zahlreiche Quellen genutzt werden.
Der höchste Punkt der Gemeinde befindet sich auf dem Gipfel der Möckerser Höhe (486,7 m ü. NN), der tiefste Punkt liegt am Werraufer (258,2 m ü. NN). Als höchste Berge und Erhebungen sind auch der Hengstberg (471 m ü. NN) bei Schwarzbach, der Oberer Vogelherd (465 m ü. NN) bei Zillbach, der Röhrberg (456,6 m ü. NN) bei Eckardts, der Forstort Zehnbuchen (448 m ü. NN) und der Kirschberg bei Schwallungen (450,4 m ü. NN) erwähnenswert.
Das Gewässernetz ist stark gegliedert und Bestandteil des Einzugsgebietes der Werra.
Als orographisch rechter Zufluss der Werra mündet in der Ortslage Schwallungen der Körnebach in die Werra. An seinem Oberlauf wurden mehrere Fischteiche und Wiesen angelegt.
Als orographisch linke Zuflüsse sind die Bäche Schwarzbach, Schambach, Zillbach, und Rosabach bedeutend. Für landwirtschaftliche Zwecke wurde am Mittellauf der Schambach der Speicher Eckardts errichtet, an diesem Flüsschen befinden sich auch die Schildbachsmühle und die Lückmühle. In der Werraaue entstand nahe beim Windenhof der Windenteich.

### Gemeindegliederung

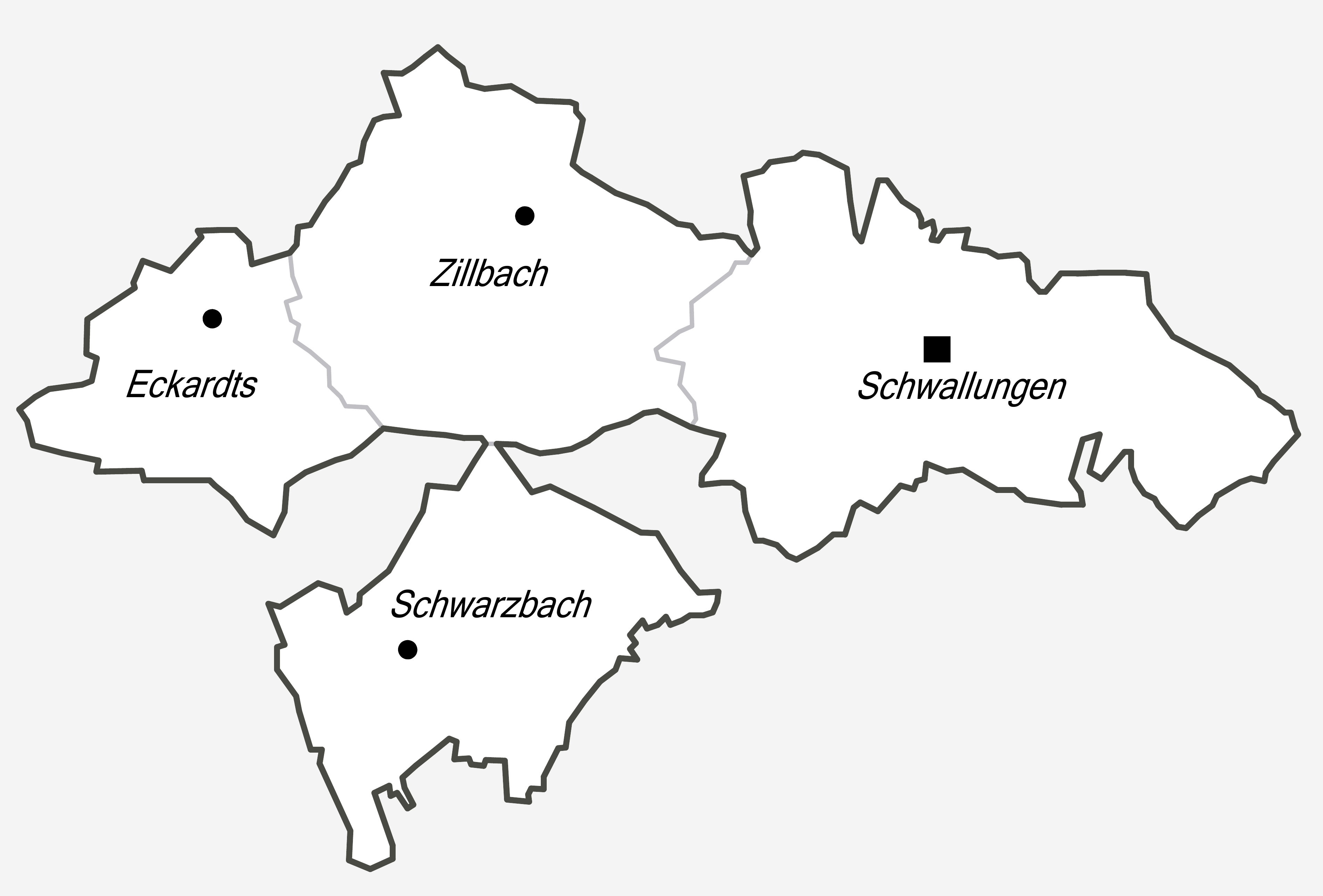
Gemeindegliederung (2012)

Zur Gemeinde Schwallungen gehören die Ortsteile Eckardts, Windenhof, Schwarzbach und Zillbach.

### Nachbargemeinden
Angrenzende Gemeinden (alle im Landkreis Schmalkalden-Meiningen) sind Friedelshausen, Rosa, Roßdorf, die Stadt Schmalkalden, die Stadt Wasungen und Wernshausen.

## Geschichte

### Staatliche Zugehörigkeit
Der Hauptort Schwallungen ging aus einer fränkischen Siedlung hervor und wurde 788 als Swollunga erstmals urkundlich erwähnt. Der Ort gehörte in dieser Zeit zum ostfränkischen Grabfeldgau. Gaugraf Matto verschenkte 788 Eigengüter in Swollunga an das Kloster Fulda. Der Ortsname Swollunga bedeutet nach örtlicher Überlieferung so viel wie  „Wohnort der Sippe am schwallenden Wasser“. Im Jahr 795 schenkten auch Egilof als ein freier Bauer und im Jahr 874 die adelige Kunihild weitere Grundstücke an dieses Kloster. Die Schenkungsurkunde Kunihilds von 874 erwähnt neben Schwallungen auch Wasungen und Schmalkalden.
Spätestens seit dem 11. Jahrhundert traten die Grafen von Henneberg mit ihrer Wasunger Nebenlinie und nach 1230 mit der Stammlinie als Landesherren in Erscheinung. Schwallungen, das noch 1340 zur Herrschaft Schmalkalden gehörte, zahlte 1493 seine Steuern bereits nach Wasungen, nachdem die Grafen von Henneberg-Schleusingen in zähem Kampf Landeshoheit für das Amt und Blutgerichtsbarkeit für die Zent Wasungen errungen hatte.
Nach dem Aussterben der Henneberger folgten als Erben die zum Haus Wettin gehörenden Herzöge der Ernestinischen Herzogtümer. Es kam in der Folge zu weiteren Teilungen, aus denen 1680 das Herzogtum Sachsen-Meiningen entstand. Die Schwallunger Gerichtsbarkeit wurde noch bis 1619 von der Cent Schmalkalden ausgeübt.
Schwallungen gehörte bis zur Abdankung des Meininger Fürstenhauses und der folgenden Neugründung des Landes Thüringen zum „Meininger Unterland“ im Herzogtum Sachsen-Meiningen und war ab 1922 dem Landkreis Meiningen zugegliedert. Schwallungen feierte 1988 seine 1200-jährige Ersterwähnung. 1992 erfolgte die Eingemeindung des Ortsteils Zillbach und 1994 wurden auch Eckardts und Schwarzbach eingemeindet. Am 1. Januar 2012 trat die Gemeinde der Verwaltungsgemeinschaft Wasungen-Amt Sand bei.

### Mittelalter
Durch die vorgefundene Geländetopographie blieb die Siedlung Schwallungen auf das hier kaum zwei Kilometer breite Werratal mit seinen nach Norden und Osten flach geneigten Hängen beschränkt, die landwirtschaftlichen Nutzflächen waren gering und hemmten das Wachstum des Ortes.
Noch im Spätmittelalter bestand Schwallungen aus drei Ortskernen:
- Niederschwallungen oder Altschwallungen (heute Windenhof)
- Oberschwallungen oder Neuschwallungen (heute Oberdorf)
- Unterschwallungen (an der Bachstraße).[3]

In der heutigen Gemarkung gingen auch die ortsnah gelegenen Höfe Oberkörnbach und Niederkörnbach als Wüstungen auf.
Das älteste noch existierende Gebäude in Schwallungen wird seit alters als Kemenate bezeichnet und stammt, belegt durch zwei Chronogramme über den Haupteingängen, aus dem Jahr 1537. Der als Wohnturm errichtete Steinbau gilt bereits als Nachfolger einer älteren, im Kern fränkischen Burganlage auf der Anhöhe im Zentrum des Ortes, die auch die heutige, um 1612 geweihte Kirche trägt. Bis 1570 war die Schwallunger Kirchgemeinde der Pfarrei von Wasungen unterstellt, im Ort gab es bereits früh eine Filialkirche.
Von der ehemaligen Burg sind bisher wenige Nachrichten bekannt: ein Edler Sigfried von Schwallungen wurde schon 1057 erwähnt, als er dem Kloster Fulda mit Bestätigung der kaiserlichen Kanzlei Güter übergab. Spätestens seit dem 11. Jahrhundert traten die Grafen von Henneberg mit ihrer Wasunger Stammlinie als Landesherren in Erscheinung. Die Ortsadeligen von Schwallungen wurden hennebergische Lehnsleute. Das sogenannte „Rittergut“ war als der adelige Haupthof von Oberschwallungen entstanden und befand sich zunächst im Eigenbesitz der Herren von Schwallungen, ab 1319 von Laure, von 1343 bis 1383 im Besitz des Ritters Wolfram Schrimpf. Der befestigte Wohnturm wurde im Dreißigjährigen Krieg stark beschädigt. Die zum Rittergut umgewandelte Hofanlage bei der Kemenate wurde bis in das 20. Jahrhundert bewirtschaftet und erfuhr noch zahlreiche Besitzerwechsel.

### Neuzeit

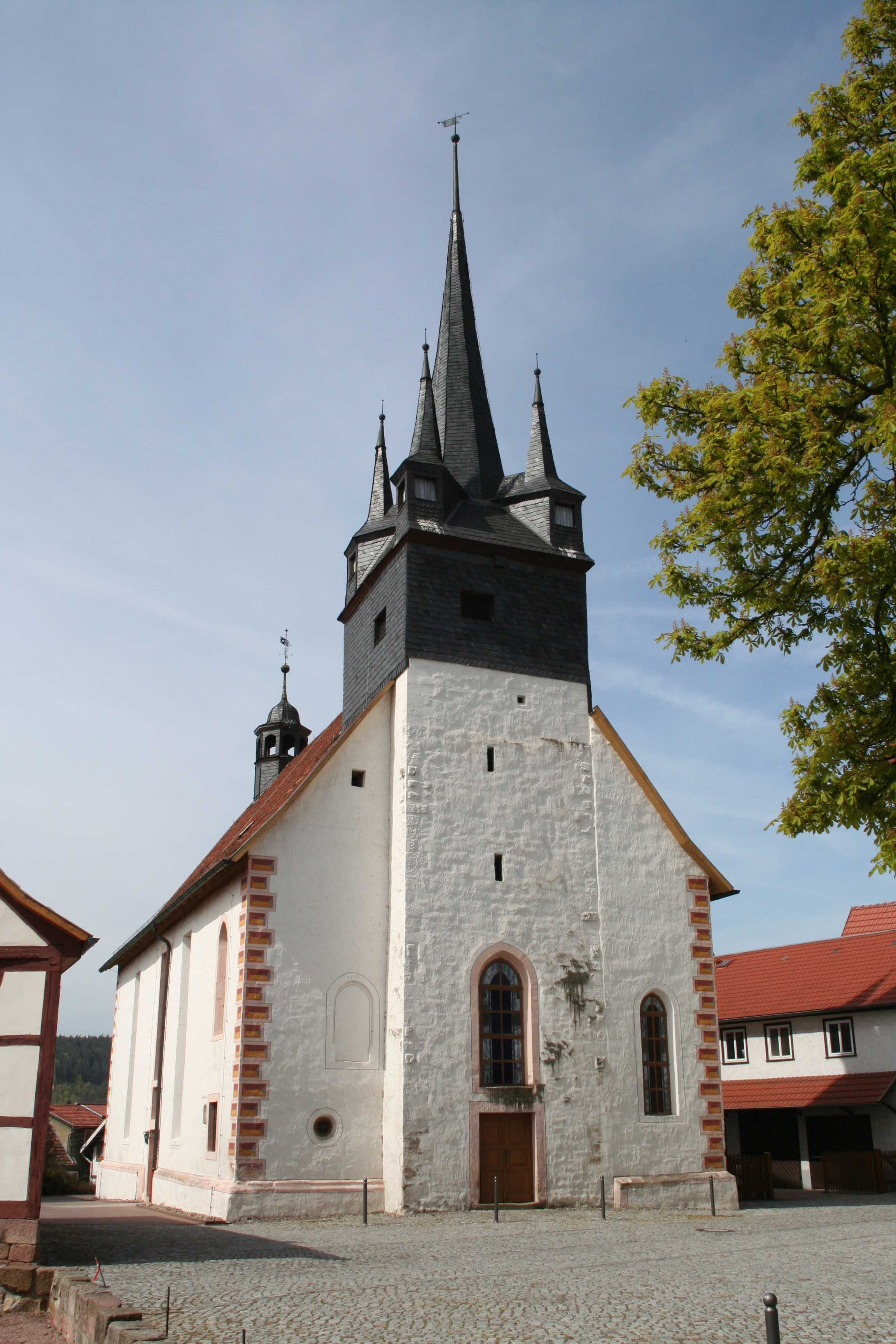
Die evangelische Dorfkirche

Für die Beteiligung der Schwallunger am Bauernkrieg im Frühjahr 1525 sollte der Ort eingeäschert werden, die Strafe wurde in eine Geldbuße umgewandelt. Bereits 1512 war Niederschwallungen schwer verwüstet worden, die Bewohner siedelten sich deshalb in Oberschwallungen an.
Der an einer Heerstraße gelegene Ort musste im Dreißigjährigen Krieg schwere Rückschläge hinnehmen. Die Einwohnerzahl wurde auch durch eingeschleppte Seuchen und die dauerhafte Flucht beeinflusst. Nach der Überlieferung lebten zum Ende dieses Krieges nur noch fünf Familien im Dorf. Die Verluste wurden durch Zuzug aus anderen Teilen des Herzogtums ausgeglichen.
Ein vermögender Angehöriger der herzoglichen Verwaltung, Johann Christian Hartung aus Meiningen, begründete 1695 den Hof „die Winde“ in der wüst gefallenen Flur von Niederschwallungen. Der heute noch als Windenhof bekannte Ortsteil bestand zunächst aus zwei Wohnhäusern und landwirtschaftlichen Nebengebäuden. Hartung erhielt für geleistete Verdienste sogar eine Abgaben- und Steuerbefreiung über einen langen Zeitraum gewährt. Später wurde der Windenhof von einem Herrn von Buttlar aufgekauft, bevor er im 19. Jahrhundert von Schwallunger Bauern gekauft und aufgeteilt wurde.
Über die wirtschaftlichen Verhältnisse des Dorfes nach den Verheerungen des Siebenjährigen Krieges berichtet Walch:

„Schwallungen (mit Inbegriff des Windehofs und des Papiergewerks, 115 Häuser, 180 Haushaltungen und 673 Seelen), ein […] Pfarrdorf an der Landstraße mit einem Freyhof und einem Sachsen-Weimar und Eisenachischen Söhn- und Tochterlehnbaren Ritterguth, welches nebst dem größten Theil der 2 Wüstungen Ober- und Unterkörnbach dem […] Herrn Johann Heinrich Bleymüller zu Stadt Schmalkalden gehört, der deshalb auf den Landtagen zu Meiningen erscheint. Es sind da auch zwei sehr gesuchte Einkehrhäuser und außer der Mahlmühle im Dorfe, die Bachmühle genannt, 2 Mahlmühlen an der Werra, […] es wohnen da außer 53 Ackerleuten, 1 Gewehrhändler, 1 Orgelbauer […], 1 Kunstdrechsler, 3 Branntweinbrenner, 56 Handwerker – z. B. 9 Metzger, 8 Weber, 9 Schneider, 2 Schuhmacher, 6 Wagner, 7 Schmiede, 3 Maurer, 4 Schreiner, 3 Büttner, 1 Häfner, mehrere Gesellen und einige Lehrlinge.“

### Verkehrsgeschichte

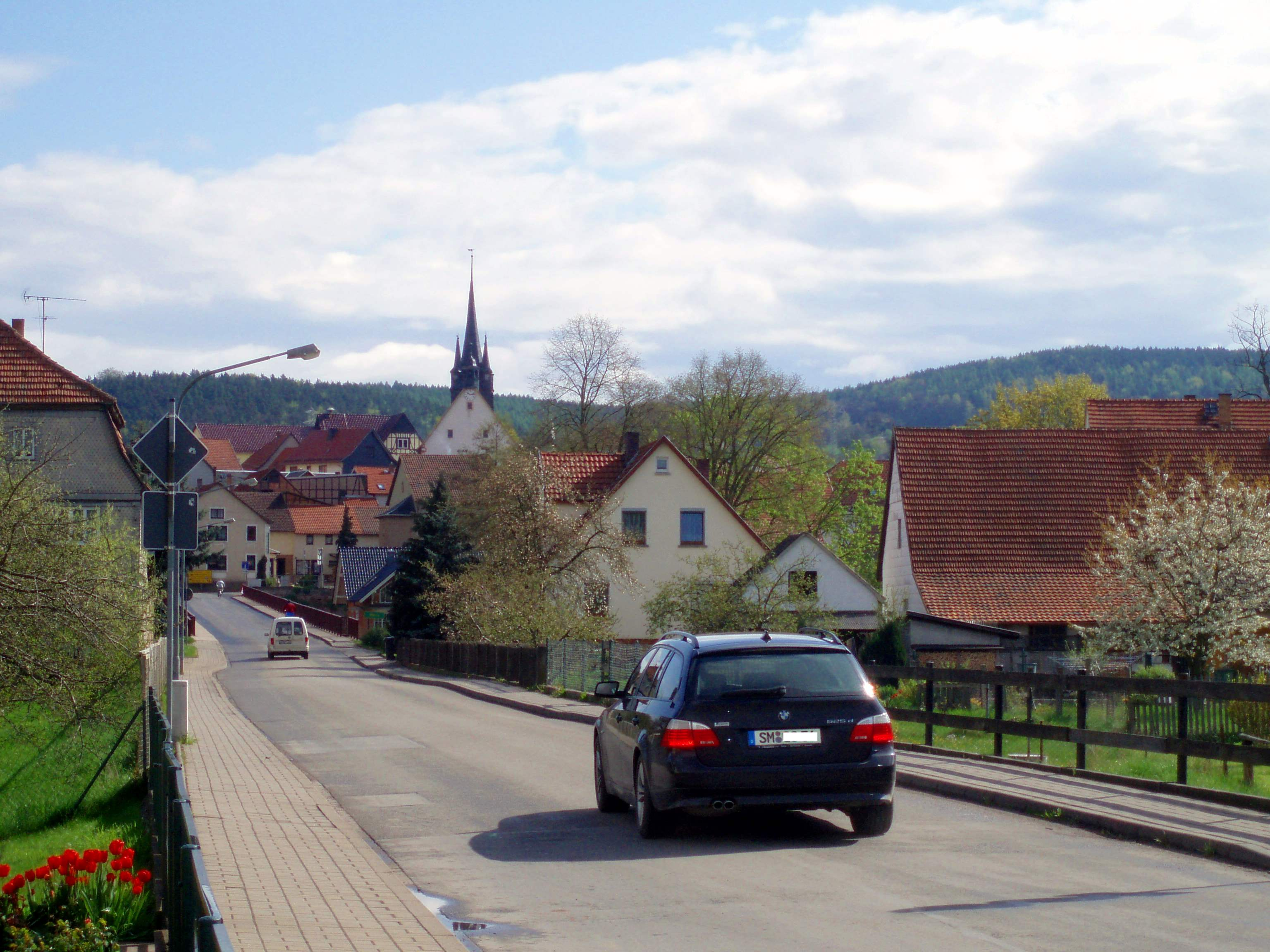
Blick auf das Ortszentrum

Als Werraanlieger hatte für Schwallungen die ab 1400 erstmals erwähnte Brücke (zunächst aus Holz) eine große strategische Bedeutung. Die sicher mehrfach durch Eisgang und Hochwasser beschädigte und stets erneuerte Brücke musste 1757 auf Anordnung der Reichsarmee demontiert werden. Ob man bis zum Ende des Siebenjährigen Krieges auf Fähren (Fößen) angewiesen war, ist nicht überliefert. Im Jahr 1927 wurde der Bau einer Betonbrücke über die Werra vorgenommen. Auch diese Brücke wurde im Jahr 1945 aus militärischen Gründen zerstört.
Die jährlich erwarteten Überschwemmungen der Flussaue kosteten Unsummen, daher bewilligte die Landesregierung von Sachsen-Meiningen im Jahr 1855 den Bau eines Schutzdammes am linken Werraufer und die Errichtung einer als „Hochstraße“ bezeichneten Chaussee vom westlichen Brückenkopf der Werrabrücke zum Talrand mit Anbindung der Straße nach Schwarzbach. Als letzte Ausbaumaßnahme der Werra wurde um 1894 das Werrawehr erneuert. Der Eingriff hatte die Einstellung der Werraflößerei zur Folge, allerdings konnte die etwa zeitgleich errichtete Werrabahn den Holztransport im Werratal übernehmen. Seit der Jahrhundertwende erfolgte der fortwährende Ausbau der Ortsstraßen, nachdem bereits im 19. Jahrhundert die Hauptstraße als Teil der Meininger Chaussee modernisiert wurde. Der berechtigten Forderung nach einer Umgehungsstraße zur Verkehrsentlastung folgten ab 2005 erste Bauarbeiten und am 20. Dezember 2007 die offizielle Freigabe der Ortsumgehung für Schwallungen.
Schwallungen hat einen Haltepunkt an der Bahnstrecke Eisenach–Lichtenfels.

### Wirtschaftliche Entwicklung
Für die wirtschaftliche Entwicklung wurde im 19. Jahrhundert die Einführung des Tabakanbaus bedeutend. Der Ort war stets landwirtschaftlich geprägt und besaß ein Rittergut, die Mehrzahl der landwirtschaftlichen Betriebe im Ort galten als Kleinbauern. Nach dem Zweiten Weltkrieg wurde das Rittergut zerschlagen. 1950 erfolgte die Gründung der landwirtschaftlichen Produktionsgenossenschaft „Karl Marx“ (als LPG Typ-1).
Für die Entwicklung der Lebensverhältnisse im Dorf waren Brandschutz und Trinkwasserversorgung stets von großer Wichtigkeit. Die erste Feuerspritze erhielt 1787 ein auf Kosten der Gemeinde errichtetes Spritzenhauses. Der Ort Schwallungen wurde am 8. November 1894 von einem Großfeuer heimgesucht, dabei wurde über die Hälfte des Ortes in Schutt und Asche gelegt. Eine erste zentrale Wasserversorgung mit öffentlichen Laufbrunnen konnte mit dem Wiederaufbau des Ortes im Jahr 1896 in Betrieb genommen werden, nach und nach verschwanden damit die zahlreichen alten Dorfbrunnen.
Die Einführung der Reformation hatte zugleich die schulische Bildung der Dorfbevölkerung gefördert. Die erste Dorfschule entstand vermutlich schon vor dem Dreißigjährigen Krieg, ein Neubau ist 1682 durch Rechnungen belegt. Nach dem Großbrand wurde auch ein neues Schulgebäude erforderlich. In der DDR-Zeit war die Bildungspolitik ein elementarer Bestandteil des Herrschaftssystems, mit großem propagandistischen Worten wurde jeder Schulneubau begrüßt. 1961 erfolgte die Umwandlung der Schule in die 10-klassige Polytechnische Oberschule „Friedrich Engels“. Von 1991 bis 2005 hatte Schwallungen sogar ein „Werratal-Gymnasium“. In diesem Zusammenhang erhielt der Ort 1995 staatliche Förderung beim Bau der Drei-Felder-Sporthalle und Einweihung eines umgebauten Feuerwehrhauses.
Um 1900 begann der Ort stark zu wachsen, mit der Besiedlung des ehemaligen Lerchenfeldes, wurde der Ortsteil „Brückenfeld“ gebildet. In den 1980er Jahren erfolgte die Fertigstellung des neuen „Kultur- und Sportzentrums“ auf den „Heubachswiesen“. Nach der Wende begann die Erschließung eines 30 Hektar großen Gewerbegebietes an der Bundesstraße 19. Dort hatte sich ein Möbelhaus als Großinvestor angesiedelt, dessen Hauptgebäude am 18. Juli 2002 bei einem Feuer schwer beschädigt wurde.

### Eingemeindungen
Am 1. April 1992 wurde Zillbach eingemeindet, am 25. Februar 1994 folgten Eckardts und Schwarzbach.

### Einwohnerentwicklung
Entwicklung der Einwohnerzahl:
| - 1933 - 1.403 - 1939 - 1.458 - 1994 - 2.943 - 1995 - 2.977 - 1996 - 2.959 - 1997 - 2.926 - 1998 - 2.899 - 1999 - 2.878 | - 2000 - 2.855 - 2001 - 2.827 - 2002 - 2.841 - 2003 - 2.812 - 2004 - 2.800 - 2005 - 2.748 - 2006 - 2.691 - 2007 - 2.644 | - 2008 - 2.644 - 2009 - 2.595 - 2010 - 2.554 - 2011 - 2.507 - 2012 - 2.456 - 2013 - 2.397 - 2014 - 2.360 - 2015 - 2.368 | - 2016 - 2.355 - 2017 - 2.341 - 2018 - 2.271 - 2019 - 2.269 - 2020 - 2.260 - 2021 - 2.223 - 2022 - 2.222 |

 Datenquelle: ab 1994 Thüringer Landesamt für Statistik – Werte vom 31. Dezember

## Politik

### Gemeinderat
Die Kommunalwahl vom 26. Mai 2019 mit einer Wahlbeteiligung von 64,5 % (2014: 55,2 %) führte zu folgendem Ergebnis für die Zusammensetzung des Gemeinderates:
| Partei / Liste  | Stimmenanteil 2019 | Sitze 2019 | Stimmenanteil 2014 | Gewinn/Verlust 2019 zu 2014 |
| CDU             | 64,2 %             | 9          | 59,6 %             | +4,6 %                      |
| SPD             | --                 | -          | 11,7 %             | −11,7 %                     |
| VWG Eckardts    | 19,0 %             | 3          | 19,1 %             | −0,1 %                      |
| VWG Schwarzbach | 16,7 %             | 2          | 9,6 %              | +6,1 %                      |

### Partnerschaft
- Hilders, Landkreis Fulda, Hessen

## Persönlichkeiten
- Rudolf Kühnhold (1903 – 1992), Physiker